# لیلیا شوشانیان
لیلیا شوشانیان (ارمنی: Լիլիա Շուշանյան؛ انگلیسی: Lilia Shushanyan زاده ۲۶ مهٔ ۱۹۹۱) بین‌المللی‌گرا اهل ارمنستان است.

## زندگی‌نامه
وی در ۲۶ مه ۱۹۹۱ در ایروان به دنیا آمد  و از مدرسه شماره ۸۹ دانیل واروژان و دانشگاه دولتی ایروان فارغ‌التحصیل گشت. 

## یادداشت
1. ↑  միջազգայնագետ
2. ↑  ՀՀ տարածքային կառավարման և ենթակառուցվածքների նախարարի տեղակալ